# Jônatas Abbott Filho
Jonathas Abbott Filho (Salvador, 1825 – São Gabriel, 1887) foi um médico militar brasileiro.
Filho de Jonathas Abbott, médico inglês, formou-se em medicina em Salvador em 1848. Ingressando no corpo de saúde do exército foi transferido ao Rio Grande do Sul durante a Guerra contra Oribe e Rosas. Terminada a guerra radicou-se em São Gabriel, onde passou a dirigir o hospital do regimento de artilharia. Em 1852 foi promovido a tenente e em 1861, já estabilizado, reformou-se e passou a trabalhar como médico particular. Embora afastado do exército, participou do cerco de Uruguaiana durante a Guerra do Paraguai, tendo por isso sendo nomeado major honorário.
Casou com Zeferina Fernandes Barbosa, foi pai do também médico Fernando Abbott, depois presidente da província do Rio Grande do Sul.
Era oficial da Imperial Ordem da Rosa, comendador da Imperial Ordem de Cristo.